# Earthquake (album)
Pour les articles homonymes, voir Earthquake.
Albums de Electric Sun
Fire Wind
(1981)
Singles
1. Electric Sun
Sortie : 1979

Earthquake est le premier album d'Electric Sun, groupe fondé par Ulrich Roth après son départ de Scorpions. Il est sorti en 1979 sur le label allemand Brain et a été produit par Roth lui-même.

## Historique
L'album a été enregistré entre novembre 1978 et janvier 1979 aux Studios Olympic de Londres sauf les parties de batterie de "Lilac" et "Burning Wheels Turning" qui ont été enregistrées aux Scorpio Sound Studios également à Londres. Pour ce faire, Uli Roth s'est entouré du bassiste allemand Ule Ritgen (celui-ci jouait avec le frère d'Uli, Zeno Roth, au sein de Black Angel) et du batteur anglais Clive Edwards (Rococo, Pat Travers Band).
L'album est dédié à l'esprit de Jimi Hendrix et les peintures de la pochette furent réalisées par Monika Dannemann, la compagne de Roth et ex-compagne de Hendrix.

## Liste des titres
Toutes les chansons sont écrites et composées par Ulrich Roth.
| 1. | Electric Sun           | 5:16 |
| 2. | Lilac                  | 2:49 |
| 3. | Burning Wheels Turning | 6:41 |
| 4. | Japanese Dream         | 3:52 |

| 1. | Sundown                  | 4:06  |
| 2. | Winterdays               | 1:25  |
| 3. | Still So Many Lives Away | 4:40  |
| 4. | Earthquake               | 10:31 |

## Musiciens
- Ulrich Roth: chant, guitares
- Clive Edwards: batterie, percussions
- Ule Ritgen: basse